# Пропилгекседрин
Пропилгекседрин — антиконгестант, подавитель аппетита, а также психостимулятор. В медицине применяется для снятия заложенности носа. Является структурным аналогом метамфетамина.
Пропилгекседрин чаще всего находится в составе безрецептурного ингалятора Бензедрекс. Он был впервые разработан компанией SKF, после ингалятора Бенздерин, который содержал рацемическую смесь амфетамина, вследствие чего, Бензедрин и был запрещён во многих странах мира к применению. 
Бензедрекс в настоящее время производится компанией B.F. Ascher & Co. Inc.
Пропилгекседрин также используется в Европе как подавитель аппетита под торговым наименованием Обезин® (Obezin®).